# Marie-Louise Steinbauer
 (avril 2016).
Si vous disposez d'ouvrages ou d'articles de référence ou si vous connaissez des sites web de qualité traitant du thème abordé ici, merci de compléter l'article en donnant les références utiles à sa vérifiabilité et en les liant à la section « Notes et références ».
Pour les articles homonymes, voir Steinbauer.
Marie-Louise Steinbauer (née le 3 janvier 1934 à Cologne) est une journaliste et animatrice de télévision allemande.

## Biographie
Steinbauer suit une partie de sa scolarité à l'internat de l'abbaye de Keppel puis obtient son abitur à Cologne. Elle poursuit ses études à la Dolmetscherschule en français et en anglais et obtient le même diplôme dans les trois langues. Son premier métier est ainsi interprète industrielle pour Ford à Cologne.
Elle est aussi modèle photo. Peu après, elle travaille pour le magazine Film und Frau et fait plusieurs unes. Au milieu des années 1950, elle rencontre Helmut Frankenberg, homme d'affaires dans les cosmétiques, qu'elle épouse rapidement. De cette relation naît une fille en 1957, Pia Frankenberg. Après seulement un an, le mariage est dissous par Helmut Frankenberg et leur fille grandit avec son père qui meurt en 1974 dans l'accident du vol 540 de la Lufthansa.
Steinbauer consacre entièrement à sa carrière de modèle à Paris, Londres et Rome. Elle atteint un sommet professionnel lorsqu'elle est dans l'agence d'Eileen Ford au début des années 1960. Elle vit à New York pendant quatre ans. Elle rencontre alors le journaliste de la NDR Werner Baecker.
Grâce à Baecker, elle devient animatrice de l'émission Aktuelle Schaubude en compagnie de Christian Müller, où pendant dix ans elle reçoit de nombreuses célébrités allemandes et des stars internationales. Elle commente le concours Eurovision de la chanson 1970.
Par ailleurs, elle conçoit des vêtements pour Otto qu'elle représente lors de campagnes publicitaires. Elle présente l'émission de mode Chic sur la NDR jusqu'en 1988. Pour la WDR, elle présente Aktuelle Stunde, un magazine d'informations, à côté de Werner Sonne puis de Michael Stoffregen-Büller.
Elle doit sa grande popularité avec l'animation de l'émission NDR Talk Show. Elle le fait 46 fois de 1982 à 1991 avec Hermann Schreiber et Wolf Schneider. Ensuite elle ne revient que quelquefois à la télévision.
En 1983, elle épouse le réalisateur Hermann Leitner. En 1999, elle publie Die andere Romy, Momentaufnahmen, une biographie de Romy Schneider.

## Source de la traduction
- (de) Cet article est partiellement ou en totalité issu de l’article de Wikipédia en allemand intitulé « Marie-Louise Steinbauer » (voir la liste des auteurs).